# Jay Robert Thomson
Jay Robert Thomson (Krugersdorp, 12 aprile 1986) è un ex ciclista su strada sudafricano, professionista dal 2012 al 2020.

## Palmarès
- 2008 (MTN Energade)

1ª tappa Tour d'Égypte (Nuweiba > Nuweiba)
2ª tappa Tour d'Égypte (Nuweiba > Nuweiba)
Classifica generale Tour d'Égypte
Campionati africani, Prova a cronometro
- 2009 (MTN Energade)

Campionati africani, Prova a cronometro
- 2010 (Fly V Australia)

3ª tappa Tour of Wellington (Masterton > Masterton)
2ª tappa Tour de Langkawi (Kuala Terengganu > Chukai)
- 2012 (UnitedHealthcare, una vittoria)

1ª tappa Volta a Portugal (Termas Monfortinho > Oliveira do Hospital)
- 2013 (MTN-Qhubeka, due vittorie)

Campionati sudafricani, Prova in linea
1ª tappa Tour du Rwanda (Kigali > Kirehe)

### Altri successi
- 2009 (MTN Energade)

Campionati africani, Cronosquadre

## Piazzamenti

### Grandi Giri
- Giro d'Italia

2016: 149º
- Tour de France

2018: 143º
- Vuelta a España

2014: 155º
2015: 123º

### Classiche monumento
- Milano-Sanremo

2013: ritirato
2014: ritirato
2016: 174º
2017: 181º
2018: 141º
- Giro delle Fiandre

2014: 99º
2015: ritirato
2016: ritirato
2017: ritirato
2018: ritirato
2019: ritirato
- Parigi-Roubaix

2015: fuori tempo massimo
2016: 117º
2017: 102º
2018: 54º
2019: ritirato
- Liegi-Bastogne-Liegi

2014: ritirato
2019: ritirato
- Giro di Lombardia

2013: ritirato

### Competizioni mondiali
- Campionati del mondo su strada

Stoccarsa 2007 - In linea Under-23: 99º
Varese 2008 - In linea Under-23: ritirato
Mendrisio 2009 - Cronometro Elite: 28º
Mendrisio 2009 - In linea Elite: ritirato
Geelong 2010 - Cronometro Elite: 38º
Geelong 2010 - In linea Elite: ritirato
Limburgo 2012 - Cronometro Elite: 39º
Limburgo 2012 - In linea Elite: ritirato
Firenze 2013 - Cronosquadre: 26º
Firenze 2013 - Cronometro Elite: 55º
Yorkshire 2019 - In linea Elite: ritirato